# Peace in Our Time
 Peace in Our Time é uma canção de rock do cantor norte-americano Eddie Money, que faz parte do seu álbum Greatest Hits: The Sound of Money de 1990. Foi lançado como um single e alcançou o 11.º lugar na Billboard Hot 100 e o 2.º na Mainstream Rock Tracks.